# Disibod
Saint Disibod, né vers 619 et mort en 700 est un moine ermite irlandais, fondateur du monastère double de Disibodenberg.

## Résumé biographique
On trouve mention de son nom pour la première fois dans un martyrologe de Rabanus Maurus (IXe siècle). Hildegarde de Bingen a rédigé sa Vie vers 1170.
Selon cette Vita, Disibod arrive dans le royaume franc vers 640, comme missionnaire, accompagné de ses disciples Giswald, Clément et Salluste. Ils évangélisent les Vosges et les Ardennes. Ensuite, guidé par une vision, Disibod construit un monastère double au confluent des rivières Nahe et Glan.
En 1559, le monastère de Disibodenberg a été dissous dans le cadre de la Réforme dans le Pfalz-Zweibrücken. Les reliques de Disibod ont depuis lors disparu.

## Postérité
Le Disibodenberg, ancien lieu d'activité du saint, appartient aujourd'hui au diocèse de Spire. Là-bas - ainsi que dans le diocèse voisin de Trèves - Saint Disibod compte parmi les saints du diocèse et figure dans le calendrier diocésain avec un jour de commémoration non imposé ; autrefois, la mémoire tombait le 8 septembre, aujourd'hui elle est le 8 juillet.

## Sources
- (en) Cet article est partiellement ou en totalité issu de l’article de Wikipédia en anglais intitulé « Disibod » (voir la liste des auteurs).

- Régine Pernoud, Les Saints au Moyen Âge - La sainteté d’hier est-elle pour aujourd’hui ?, Paris, Plon, 1984, 367 p. (ISBN 2-259-01186-1), p. 158
- Louis Gougaud, Les chrétientés celtiques, p. 80[1]